# Palpita albidalis
Palpita albidalis là một loài bướm đêm trong họ Crambidae.